# Oruza discisigna
Oruza discisigna là một loài bướm đêm trong họ Erebidae.